# أليكساندرو بارنا
أليكساندرو بارنا (بالرومانية: Alexandru Barna)‏ هو لاعب كرة قدم روماني في مركز حراسة المرمى، ولد في 6 يوليو 1993 في Moinești ‏ في رومانيا. لعب مع نادي بياترا نيامتس ويو تي أي أراد.

## وصلات خارجية
- أليكساندرو بارنا على موقع قاعدة بيانات كرة القدم.إي يو (الإنجليزية)
- أليكساندرو بارنا على موقع Soccerway.com (الإنجليزية)